# Rivière aux Rouilles
Rivière aux Rouilles är ett vattendrag i Kanada.   Det ligger i provinsen Québec, i den sydöstra delen av landet, 260 km nordost om huvudstaden Ottawa.
I omgivningarna runt Rivière aux Rouilles växer i huvudsak blandskog. Runt Rivière aux Rouilles är det ganska glesbefolkat, med 50 invånare per kvadratkilometer.